# Tour de Catalogne 1913
Le Tour de Catalogne 1913 est la troisième édition du Tour de Catalogne, une course cycliste par étapes en Espagne. L’épreuve se déroule sur trois étapes entre le 6 et le 8 septembre 1913, sur un total de 445,783 km. Le vainqueur final est l'Espagnol Juan Martí. Il devance Antoni Crespo et remporte ce Tour grâce aux écarts obtenus au cours de la première étape qui s'est terminée à Lleida.

## Étapes
| Étape     | Date        | Villes étapes       | km         | Vainqueur d’étape | Leader du classement général |
| --------- | ----------- | ------------------- | ---------- | ----------------- | ---------------------------- |
| 1re étape | 6 septembre | Barcelone - Lleida  | 190,34 km  | Juan Martí        | Juan Martí                   |
| 2e étape  | 7 septembre | Lleida - Manresa    | 128,2 km   | Antoni Crespo     | Juan Martí                   |
| 3e étape  | 8 septembre | Manresa - Barcelone | 127,243 km | Antoni Crespo     | Juan Martí                   |

### Étape 1. Barcelone - Lleida. 190,34 km
|   | Cycliste        | Temps           |
| - | --------------- | --------------- |
| 1 | Juan Martí      | 7 h 46 min 44 s |
| 2 | Antoni Crespo   | + 23 min 18 s   |
| 3 | Francesc Túnica | + 29 min 19 s   |

|   | Cycliste        | Temps           |
| - | --------------- | --------------- |
| 1 | Juan Martí      | 7 h 46 min 44 s |
| 2 | Antoni Crespo   | + 23 min 18 s   |
| 3 | Francesc Túnica | + 29 min 19 s   |

### Étape 2. Lleida - Manresa. 128,2 km
|   | Cycliste        | Temps           |
| - | --------------- | --------------- |
| 1 | Antoni Crespo   | 5 h 52 min 09 s |
| 2 | Juan Martí      | + 1 s           |
| 3 | Guillermo Antón | + 4 s           |

|   | Cycliste        | Temps            |
| - | --------------- | ---------------- |
| 1 | Juan Martí      | 13 h 38 min 54 s |
| 2 | Antoni Crespo   | + 23 min 17 s    |
| 3 | Guillermo Antón | + 34 min 32 s    |

### Étape 3. Manresa - Barcelone. 127,243 km
|   | Cycliste      | Temps           |
| - | ------------- | --------------- |
| 1 | Antoni Crespo | 5 h 12 min 25 s |
| 2 | Juan Martí    | + 5 min 04 s    |
| 3 | Joaquim Ansón | + 6 min 38 s    |

|   | Cycliste        | Temps            |
| - | --------------- | ---------------- |
| 1 | Juan Martí      | 18 h 56 min 23 s |
| 2 | Antoni Crespo   | + 18 min 13 s    |
| 3 | Guillermo Antón | + 50 min 32 s    |

## Classement final
| Pos. | Cycliste         | Temps             |
| 1    | Juan Martí       | 18 h 56 min 23 s  |
| 2    | Antoni Crespo    | + 18 min 13 s     |
| 3    | Guillermo Antón  | + 50 min 32 s     |
| 4    | Francesc Túnica  | + 1 h 25 min 28 s |
| 5    | Joaquim Ansón    | + 1 h 27 min 19 s |
| 6    | Pascual Service  | + 1 h 34 min 39 s |
| 7    | Tomás Fuentes    | + 2 h 51 min 49 s |
| 8    | Salvador Marqués | + 2 h 58 min 21 s |
| 9    | Jaime Mezquita   | + 3 h 01 min 07 s |
| 10   | Víctor Sammarini | + 4 h 18 min 52 s |